# Милица Зулус Димић
Милица Зулус Димић (Беч, 1999.) је аустријско-српска класична виолинисткиња. Живи и ради у Београду. Чланица је Београдске филхармоније на месту првих виолина.

## Биографија
Милица Зулус Димић рођена је у Бечу, од оца економисте и мајке пијанисткиње Наташе Вељковић. Са шест година уписала je виолину на Универзитету за музику и сценске уметности у Бечу код проф. Марине Сорокове у оквиру класе за посебно надарену децу. Године 2015. постала је најмлађи редовни студент на истом универзитету у класи проф. Герхарда Шулца и дипломирала 2019. Упоредо је завршила и музичку гимназију "Коста Манојловић" у Београду 2018. Другу диплому основних студија стекла је 2021. на факултету за музику "Ханс Ајслер" у Берлину код проф. Коље Блахера. Код истог професора завршила је и мастер студије 2023. Исте године уписала је докторске студије у класи проф. Роберта Лакатоша на факултету музичких уметности у Београду. Од 2023. године члан је првих виолина Београдске филхармоније.

## Награде и концерти
Освојила је прву награду на међународном такмичењу "Alfredo e Vanda Marcosig" у Горицији, Италија. Освојила је 6 првих нарада заредом на такмичењу "Prima la Musica" у Аустрији. Освојила је трећу награду на Хиндемит-такмичењу у Берлину. 2013. и 2016. била је победник такмичења "Musica Juventutis" у Бечу. Oсвојила je прву награду на интернационалном такмичењу "Harmonium Online Plus" у Јерменији.
Као солиста, наступала је између осталог у позоришту Станиславски у Москви, у Првој палати у Братислави, у Глазбеном заводу у Загребу и у позоришту Малибран у Венецији. У Великој сали Коларчеве задужбине у Београду и у "Wiener Konzerthaus" у Бечу одржала је многобројне концерте.